# Volley San Vito
Maillots
Le Volley San Vito  est un club italien de volley-ball  fondé en 1989 et basé à San Vito dei Normanni, dans la province de Brindisi, dans la région des Pouilles. Il évolue pour la saison 2014-2015 en Serie B1.

## Effectifs

### Saison 2012-2013
Entraîneur : Cosimo Lo Re  Italie
| No  | Nom                  | Date de Naissance | Taille | Poids | Nationalité | Poste                     |
| --- | -------------------- | ----------------- | ------ | ----- | ----------- | ------------------------- |
| 1.  | Chiara Avallone      | 26 avril 1996     | 177    |       | Italie      | Réceptionneuse-attaquante |
| 2.  | Giorgia Cacciapaglia | 14 décembre 1987  | 168    |       | Italie      | Libero                    |
| 3.  | Giorgia Caforio      | 16 septembre 1994 | 168    |       | Italie      | Libero                    |
| 5.  | Martina Pia Lanza    | 23 avril 1997     | 175    |       | Italie      | Centrale                  |
| 6.  | Silvia Segalina      | 14 janvier 1990   | 188    |       | Italie      | Centrale                  |
| 7.  | Giulia Della Rosa    | 5 février 1984    | 184    |       | Italie      | Passeuse                  |
| 8.  | Adelaide Soleti      | 10 décembre 1997  | 183    |       | Italie      | Réceptionneuse-attaquante |
| 9.  | Brankica Nikić       | 26 octobre 1985   | 192    | 79    | Serbie      | Attaquante                |
| 10. | Francesca Lattanzio  | 17 novembre 1997  | 177    |       | Italie      | Réceptionneuse-attaquante |
| 11. | Kseniya Ihnatsiuk    | 17 août 1989      | 183    |       | Biélorussie | Centrale                  |
| 12. | Roberta Monna        | 24 juillet 1997   | 172    |       | Italie      | Passeuse                  |
| 14. | Bianca Moreira Gomes | 14 octobre 1979   | 182    |       | Brésil      | Réceptionneuse-attaquante |
| 18. | Anna Caneva          | 1er janvier 1992  | 186    |       | Italie      | Centrale                  |